# Mats Norman
Mats Gunnar Norman, född 12 augusti 1985 i Lena församling, Uppsala län, är en svensk musiker, låtskrivare och musikproducent från Uppsala. Han är med i grupperna Lilla Sällskapet, Mash Up International, och Maskinen.